# Jacques Lavallée
Pour les articles homonymes, voir Lavallée.
 (novembre 2024).
Si vous disposez d'ouvrages ou d'articles de référence ou si vous connaissez des sites web de qualité traitant du thème abordé ici, merci de compléter l'article en donnant les références utiles à sa vérifiabilité et en les liant à la section « Notes et références ».
Jacques Lavallée est un acteur québécois né à Sorel, le 20 janvier 1950. Actif entre autres dans le doublage, il a participé aux versions québécoises de plusieurs dessins animés (Aladdin, Stuart Little 2, Ratatouille) et de Harry Potter. Fier.

## Théâtre
- 1970 : Hair de Gerome Ragni et James Rado, mis en scène par Tom O’Horgan, Woof
- 1971 : Ben-Ur de Jean Barbeau, mis en scène par Albert Millaire ; Théâtre Populaire du Québec, Tonto, Le chœur
- 1971 : Alice au pays des merveilles d’après Lewis Carroll, mis en scène par Daniel Roussel ; Troupe le Polygone, Le lapin blanc, La chenille
- 1972 : Docteur Miracle mis en scène par Jean-Pierre Ronfard ; Les Jeunes Comédiens du T.N.M. / Théâtre dans la Rue, Professeur Schnouk
- 1972 : L’auberge des morts subites de Félix Leclerc, mis en scène par Roland Laroche ; Fondation Touring Players, Le diable
- 1972 : Le lendemain de la veille d’Odette Gagnon, mis en scène par Marie-Hélène Falcon ; Le Magasin Général, Pet le Feu
- 1972 : Le procès de Jean-Baptiste M. de Robert Gurik, mis en scène par Roland Laroche ; Théâtre du Nouveau Monde, Louis Robillard, employé de la compagnie Dutron
- 1973 : La mégère apprivoisée de Shakespeare, mis en scène par Paul Hébert ; Théâtre du Trident, Biondello
- 1974 : La maison des oiseaux de Gilles Derome, mis en scène par Claude Des Landes ; Atelier de la Nouvelle Compagnie Théâtrale
- 1974 : Adaptation d’Élaine May, mis en scène par Roland Laroche ; Théâtre de Quat’Sous, Maître de cérémonie
- 1974 : Théâtre en folie, mis en scène par Jean-Pierre Ronfard ; Les Jeunes Comédiens du T.N.M., plusieurs personnages
- 1974 : Wouf Wouf d'Yves Sauvageau adapté et mis en scène par d’André Montmorency ; Atelier de la Nouvelle Compagnie Théâtrale, Daniel Rousseau
- 1975 : Soudain l’été dernier de Tennesse Williams, mis en scène par Jean Savy ; Centre national des Arts et Théâtre de Quat’Sous, George Holly
- 1977 : Zone de Marcel Dubé, traduction d'Aviva Ravel ; Saidye Bronfman Centre, Tarzan
- 1977 : Abriés, désabriés de Michel Garneau, mis en scène par Daniel Simard ; Théâtre de la Manufacture
- 1980 : Meurtre pour la joie de Jean-Marie Lelièvre, mis en scène par Pierre St-Armand ; Atelier de la Nouvelle Compagnie Théâtrale ; Le personnage
- 1982 : La Reine de la patate de Gabriel Lalonde, mis en scène par Alain Fournier ;  Théâtre de Baie Saint-Paul, Mario
- 1982 : Fêtes d’automne de Normand Chaurette, mis en scène par Jean-Luc Bastien ; Théâtre du Nouveau Monde, Le Roi Septant
- 1984 : Waiter de Pierre Légaré, mis en scène par Pierre Labelle ; Les Créations Lamachine, Yves Dessureaux
- 1984 : Zelda de Johanne Beaudry, mis en scène par Yves Neveu ; Centre du Théâtre d’Aujourd’hui, Alex, Le chroniqueur
- 1985 : Aurore, l’enfant martyre adaptation d’Alonzo LeBlanc, mis en scène par René Richard Cyr ; Théâtre de Quat’Sous, L’avocat de la défense
- 1985 : Juste avant que de Claire Dé et Pierre Moreau, mis en scène par André Naud ; Théâtre de la Rallonge, Georges
- 1989 : Le bourgeois gentilhomme de Molière, mis en scène par Guillermo de Andrea ; Théâtre du Nouveau Monde, Le maître à danser
- 1989 : The Phantom of the Opera - The Play adaptation de John Kenley et Robert Noll, mis en scène par Barry Garber, Enrico
- 1991 : Burt d'Howard Buten adaptation de Suzanne Lebeau, mis en scène par Gervais Gaudreault ; Le Carrousel, Rudyard
- 1992 : La terre est trop courte, Violette Leduc de Jovette Marchessault, mis en scène par Martin Faucher ; Centre du Théâtre d’Aujourd’hui, Gabriel
- 1992 : Comment vivre avec les hommes quand on est un géant de Suzanne Lebeau, mis en scène par Gervais Gaudreault ; Le Carrousel Alfredo
- 1995 : Lettres d’amour d’Albert Ramsdell Gurney, Andrew
- 1995 : La Cité Bleue de Jocelyne Beaulieu, Richard Blackburm et Maryse Pelletier ; Société Culturelle du Lys inc. et le Théâtre Populaire du Québec, plusieurs voix
- 1997 : Le nombril du monde de et mis en scène par Yves Desgagnés ; Compagnie Jean Duceppe, Albert Jean
- 1997 : Oncle Vania d’Anton Tchekhov, mis en scène par Alice Ronfard ; École nationale de théâtre, Serebriakoff
- 1997 : Chrysanthème d’Eugène Lion, mis en scène par Guy Beausoleil ; Centre du Théâtre d’Aujourd’hui, Yakuza, Cardinal Sata, Ministre du Commerce, Hiyukata Seigoro
- 2001 : Le soir de la dernière d’Isabelle Doré, mis en scène par Marc Grégoire ; Compagnie Jean Duceppe, Jean-Marie
- 2001 : L’avare (de Molière,mis en scène par Alice Ronfard ; Théâtre du Nouveau Monde), Anselme
- 2002 : Les feluettes de Michel Marc Bouchard, mis en scène par Serge Denoncourt ; Espace Go, Père St-Michel, Le baron de Hue
- 2005 : La visite de la vieille dame de Friedrich Dürrenmatt, mis en scène par Denise Filiatrault ; Théâtre du Rideau Vert, Les trois maris.

## Filmographie

### Cinéma
- 1979 : Twice Upon a Time… de Giles Walker, le secrétaire
- 1989 : Jésus de Montréal de Denys Arcand
- 1996 : Erreur sur la personne de Gilles Noël, Homme à la terrasse
- 1996 : The Assigment/Contrat sur un terroriste de Christian Duguay, l'agent de la DST
- 1998 : Viens dehors (court métrage) d’Éric Tessier, le soigneur, Claude Claude
- 1998 : Hasards ou Coïncidences de Claude Lelouch
- 1999 : Maelström de Denis Villeneuve, l’entrepreneur
- 2000 : Que faisaient les femmes pendant que l'homme marchait sur la Lune ? de Chris Vander Stappen, Louis
- 2003 : Sur le seuil (d'Éric Tessier, Patrick Michaud
- 2005 : The Passenger de François Rotger, le chirurgien
- 2007 : L'Âge des ténèbres de Denys Arcand
- 2009 : Bach et Grand-Papa (court métrage) d’Ezra Belotte-Cousineau, Grand-Papa, Monseigneur
- 2012 : Maudit soit le jour (Cursed Be Thy Day) d’Emmet Walsh, Schneider
- 2012 : Laurence Anyways de Xavier Dolan, Dada Rose
- 2013 : La douce descente d'Harvey Binks (court métrage) de Tuduri Pablo Escobar, Kuntz
- 2013 :Tom à la ferme de Xavier Dolan, le prêtre
- 2018 : Matthias et Maxime de Xavier Dolan, Me Courtemanche

### Télévision
- 1974-1977 : Nic et Pic (série télévisée) d'Hélène Roberge, voix
- 1976-1979 : Le Gutenberg (série télévisée) d'Hubert Blais et Pierre-Jean Cuillerrier, Hyperlos
- 1979-1980 : Caroline (série télévisée) de Louis Bédard, Lucile Leduc et Maude Martin, Jocelyn
- 1984-1988 : À plein temps (série télévisée), Normand Bourrette
- 1990 : Femme de pierre  de Jean Salvy, Monsieur Boudrias
- 1990 : Jamais deux sans toi II (série télévisée, réal. Pierre-Jea) Félix Drolet
- 1990-1992 : L’or du temps (série télévisée) de Roger Legault, Gilles Mongrain
- 1992 : Montréal, ville ouverte (série télévisée) d'Alain Chartrand), dentiste
- 1993 : Embrasse-moi, c'est pour la vie Jean-Guy Noël, Paul-André
- 1994 : Les grands procès: l’affaire Beaudry d'Alain Chartrand), Calixte Parent
- 1994 : Jalna (mini-série) de Philippe Monnier, Elmet
- 1994 : Scoop (série télévisée), Roger Boulanger
- 1996 : Urgence (série télévisée) d'Alain Chartrand, Paul-André Lefebvre
- 1996 : Les bâtisseurs d’eau (série télévisée) de François Labonté, Cadieux
- 1997 : Watatatow (série télévisée), Gilles Richard
- 1998 : Ent’Cadieux (série télévisée) Docteur Lanoux
- 1998 : L’ombre de l’épervier (série télévisée) de Robert Favreau), Notaire Lagacé
- 1999 : 2 frères (série télévisée) de Louis Choquette, Xavier Casavant
- 2000 : Marie et Tom de Dominique Baron – Capitaine Laforêt
- 2001-2004 : Cauchemar d'amour (série télévisée) de Bruno Carrière, Patron d’Anne
- 2002 : Asbestos (série télévisée) d'André Melançon, Curé Antonin
- 2004 : 11 Somerset (série télévisée) de Pierre Blais, Dr George Vidal
- 2012 : O’ (série télévisée) d'Éric Tessier, André Dionne
- 2015 : Pour Sarah (série télévisée) d'Éric Tessier, Me Desbiens
- 2017 : Ruptures (série télévisée), Juge Douville
- 2019 : District 31 (série télévisée), Juge Frigon
- 2022 : La nuit où Laurier Gaudreault s'est réveillé (série télévisée) de Xavier Dolan, Pierre Larouche
- 2023 : Temps de chien (série télévisée) de François St-Amant, homme relations publiques

## Doublage
La liste indique les titres québécois

### Cinéma
- Stanley Tucci dans (18 films) :
  - Monnaie courante (1990) : Johnny
  - Julie et Julia (2009) : Paul Child
  - Marge de manœuvre (2011) : Eric Dale
  - Capitaine America : Le Premier Vengeur (2011) : Dr Abraham Erskine
  - Hunger Games: Le Film (2012) : Caesar Flickerman
  - Jack le chasseur de géants (2013) : Roderick
  - Le Cinquième Pouvoir (2013) : James Boswell
  - Hunger Games : L'Embrasement (2013) : Caesar Flickerman
  - Transformers : L'Ère de l'extinction (2014) : Joshua Joyce
  - Hunger Games : La Révolte, partie 1 (2014) : Ceasar Flickerman
  - L'As de Vegas (2015) : Baby
  - Spotlight : Édition spéciale (2015) : Mitchell « Mitch » Garabedian
  - Hunger Games : La Révolte - Dernière Partie (2015) : Ceasar Flickerman
  - La Belle et la Bête (2017) : Maestro Cadenza
  - Transformers : Le Dernier Chevalier (2017) : Merlin
  - Chiens sous enquête (2018) : Philippe (voix)
  - Supernova (2020) : Tusker Mulliner
  - Sacrées Sorcières (2020) : M. Stringer

- Danny Huston dans (13 films) :
  - Silver City : La Montagne électorale (2004) : Danny O'Brien
  - La Naissance (2004) : Joseph
  - L'Aviateur (2004) : Jack Frye
  - La Constance du jardinier (2005) : Sandy Woodrow
  - Les Fils de l'homme (2006) : Nigel
  - Le Royaume (2007) : Gideon Young
  - Comment perdre ses amis et se mettre tout le monde à dos (2008) : Lawrence Maddox
  - Robin des Bois (2010) : le roi Richard Ier d'Angleterre
  - Le Choc des Titans (2010) : Poséidon
  - La voie du guerrier (2010) : le colonel
  - La Colère des Titans (2012) : Poséidon
  - Wonder Woman (2017) : Erich Ludendorff
  - L'Ultime Assaut (2019) : Wade Jennings

- Jon Lovitz dans (12 films) :
  - Monsieur Destin (1990) : Clip Metzler
  - Une Ligue en Jupons (1992) : Ernie Capadino
  - Papa et maman sauvent le monde (1992) : Empereur Tod Spengo
  - Prof et Rebelle (1996) : Richard Clark
  - 3000 Milles de Graceland (2001) : Jay Peterson
  - Chats et chiens (2001) : Calico (voix)
  - Course folle (2001) : Randall 'Randy' Pear
  - Dickie Roberts : Ex-enfant star (2003) : Sidney Wernick
  - Les Femmes de Stepford (2004) : Dave Markowitz
  - Les Producteurs (2005) : monsieur Marks
  - Les Benchwarmers : Ça chauffe sur le banc (2006) : Mel
  - Grandes personnes 2 (2013) : Concierge du gym

- Bryan Cranston dans (10 films) :
  - Sang-froid (2011) : Shannon
  - John Carter (2012) : Powell
  - L'Ère du rock (2012) : Mike Whitmore
  - Argo (2012) : Jack O'Donnell
  - Godzilla (2014) : Joseph « Joe » Brody
  - Trumbo (2015) : Dalton Trumbo
  - L'Infiltré (2016) : Robert Mazur / Bob Musella
  - Pourquoi lui ? (2016) : Ned Fleming
  - Au boulot ! (2016) : Roger Davis
  - Sous un autre jour (2017) : Phillip Lacasse

- Chevy Chase dans (9 films) :
  - Autant en emporte Fletch ! (1989) : Irwin 'Fletch' Fletcher
  - Un détour en Enfer (1991) : Chris Torne
  - Les mémoires d'un homme invisible (1992) : Nick Halloway
  - Héros malgré lui (1992) : Deke
  - Vacances à Vegas (1997) : Clark Griswold
  - Orange County (2002) : le proviseur Harbert
  - Le Spa à remonter dans le temps (2010) : le réparateur
  - Le Spa à remonter dans le temps 2 (2015) : le réparateur
  - Bonjour les vacances (2015) : Clark Griswold

- Martin Short dans (8 films) :
  - L'InterEspace (1987) : Jack Putter
  - Trois Fugitifs (1989) : Ned Perry
  - Le Père de la Mariée, Tome 2 (1995) : Franck Eggelhoffer
  - Mars attaque ! (1996) : Jerry Ross
  - De jungle en jungle (1997) : Richard Kempster
  - Songe d'une nuit d'ados (2001) : Dr Desmond Forrest Oates
  - Les Chroniques de Spiderwick (2008) : Chafouin
  - Vice caché (2014) : Dr Rudy Blatnoyd

- Colm Feore dans (8 films) :
  - L'Initié (1999) : Richard Scruggs
  - Secret de Famille (2000) : Ryan Taylor
  - Chicago (2002) : le procureur Harrison
  - Les Chroniques de Riddick (2004) : Haut-Commandeur
  - L'Extraordinaire Spider-Man 2 (2014) : Donald Menken
  - La Chanson de l'éléphant (2014) : Dr James Lawrence
  - Rêves noirs (2016) : le chef
  - Greta (2018) : Chris McCullen

- Jason Isaacs dans (8 films) :
  - Harry Potter et la Chambre des secrets (2002) : Lucius Malefoy
  - Harry Potter et la Coupe de feu (2005) : Lucius Malefoy
  - Harry Potter et l'Ordre du Phénix (2007) : Lucius Malefoy
  - Harry Potter et les Reliques de la Mort, partie 1 (2010) : Lucius Malefoy
  - Harry Potter et les Reliques de la Mort, partie 2 (2011) : Lucius Malefoy
  - Enlèvement (2011) : Kevin Harper
  - Fury (2014) : le capitaine Waggoner
  - Cure de bien-être (2016) : Volmer

- Alan Arkin dans (8 films) :
  - Détention secrète (2007) : le sénateur Hawkins
  - Marley et moi (2008) : Ernie Klein
  - Max la Menace (2008) : le chef
  - Lui, c'est moi (2011) : Mitch Planko Senior
  - Les Muppets (2011) : le guide touristique
  - L'Incroyable Burt Wonderstone (2013) : Rance Holloway
  - Combat revanche (2014) : Louis « Lightning » Conlon
  - Braquage à l'ancienne (2017) : Albert Garner

- John Ritter dans (7 films) :
  - Le Petit Monstre (1990) : « Little » Ben Healy
  - Le Petit Monstre 2 (1991) : Ben Healy
  - Restez à l'écoute (1992) : Roy Knable
  - La Justice au cœur (1996) : Vaughan Cunningham
  - La Fiancée de Chucky (1998) : Warren Kincaid
  - Volte-Face (2000) : Dr Josh Parks
  - Très Méchant Père Noël (2003) : Bob Chipeska

- Bob Balaban dans (7 films) :
  - Amos et Andrew (1993) : Dr Fink
  - Marie et Bruce (2004) : Roger
  - Truman Capote (2005) : William Shawn
  - La Dame de l'eau (2006) : Harry Farber
  - À livre ouvert (2007) : Arthur Planck
  - Table pour trois (2007) : Thérapeute
  - Les Monuments Men (2014) : Preston Savitz

- Alan Rickman dans (7 films) :
  - Dogma (1999) : Metatron
  - Coup de peigne (2001) : Phil Allen
  - Le Guide galactique (2005) : Marvin (voix)
  - Plaisirs glacés (2006) : Alex Hughes
  - Le Prix de la rançon (2007) : Eli Michaelson
  - Dégustation choc (2008) : Steven Spurrier
  - Les yeux dans le ciel (2015) : Général Frank Benson

- Ben Kingsley dans (7 films) :
  - War, Inc. (2008) : Walkeinbaum
  - Prince of Persia : Les Sables du Temps (2010) : Prince Nizam
  - Immortel (2015) : Damian Hale, âgé
  - La Marche (2015) : Rudolf Omankowsky dit "Papa Rudy"
  - Une Nuit au Musée : Le Secret du Tombeau (2015) : Merenkahre
  - Security (2017) : Charlie
  - Trahison d'État (2018) : Pasha

- Anthony Edwards dans (5 films) :
  - Couples à la dérive (1998) : Roger
  - L'Oubli (2004) : Jim Paretta
  - Les Sentinelles de l'air (2004) : Brains
  - Les Joies de la maternité (2009) : Avery
  - Flipped (2010) : Steven Loski

- Stephen Rea dans (5 films) :
  - L'Histoire de mon Père (1999) : Père Quinn
  - Le Mousquetaire (2001) : Cardinal de Richelieu
  - Terreur.point.com (2002) : Alistair Pratt
  - Le Bon Pasteur (2004) : Henry McCaran
  - Ondine (2009) : le prêtre

- Michael Sheen dans (5 films) :
  - Les Quatre Plumes (2002) : William Trench
  - Monde infernal (2003) : Lucian
  - Frost/Nixon : L'Heure de vérité (2008) : David Frost
  - Monde infernal : La révolte des Lycans (2009) : Lucian
  - Animaux nocturnes (2016) : Carlos

- Patrick Stewart dans (5 films) :
  - Logan (2017) : Pr Charles Xavier
  - L'enfant qui voulut être roi (2019) : Merlin (âgé)
  - Charlie et ses drôles de dames (2019) : John Bosley
  - Coda (2019) : Sir Henry Cole
  - Docteur Strange dans le multivers de la folie (2022) : Pr Charles Xavier

- Hugh Grant dans :
  - Le Don du roi (1995) : Elias Finn
  - L'Homme qui gravit une colline et redescendit une montagne (1995) : Reginald Anson
  - Mesures extrêmes (1996) : Dr Guy Luthan
  - Les Gentlemen (2019) : Fletcher

- William H. Macy dans :
  - Des hommes d'influence (1997) : Charles Young
  - Les Fous de la moto (2007) : Dudley Frank
  - Entente et mésentente (2008) : Charlie Berns
  - Le vol de la Maiden Heist (2009) : George McLendon

- Bill Nighy dans :
  - Stormbreaker : Les Aventures d'Alex Rider (2006) : Alan Blunt
  - Opération G-Force (2009) : Leonard Saber
  - The Kindness of Strangers (2019) : Timofey
  - Pokémon : Détective Pikachu (2019) : Howard Clifford

- Brad Dourif dans :
  - La couleur de la nuit (1994) : Clark
  - Halloween (2007) : shérif Leigh Brackett
  - Halloween 2 (2009) : shérif Leigh Brackett

- Chris Farley dans :
  - Le Courage d'un con (1995) : Thomas "Tommy" Callahan III
  - Black Sheep (1996) : Mike Donnelly
  - Les Premiers Colons (1998) : Bartholomew Hunt

- Chris Elliott dans :
  - Le Roi de la quille (1996) : le parieur
  - Film de peur 2 (2001) : Hanson
  - Film de peur 4 (2006) : Ezekiel

- Richard Schiff dans :
  - L'avènement (1996) : Calvin
  - Les Dames de Dagenham (2010) : Robert Tooley
  - Géotempête (2017) : Thomas Cross

- Ron Rifkin dans :
  - Los Angeles interdite (1997) : le procureur général Ellis Loew
  - Libellule (2002) : Charlie Dickinson
  - La Somme de toutes les peurs (2002) : Sidney Owens

- William Sadler dans :
  - La Ligne verte (1999) : Klaus Detterick
  - Rage meurtrière (2020) : Détective Wilson
  - Bill et Ted font face à la musique (2020) : la Mort

- Peter Gerety dans :
  - K-PAX : L'Homme qui vient de loin (2001) : Sal
  - Paul Blart : Flic du mall (2009) : Chef Brooks
  - Prison tout inclus (2012) : Jack

- Bruce Greenwood dans :
  - Homicide à Hollywood (2003) : Bennie Macko
  - Déjà vu (2006) : Agent Jack McCready
  - Nœud du diable (2013) : le juge David Burnett

- Marton Csokas dans :
  - La Mort dans la peau (2004) : Jarda
  - Le Grand Raid (2005) : le capitaine Redding
  - Æon Flux (2005) : Trevor Goodchild

- Denis O'Hare dans :
  - Maman porteuse (2008) : le docteur Manheim
  - Dallas Buyers Club (2013) : Dr Sevard
  - Lizzie (2018) : John Morse

- Wallace Shawn dans :
  - Chats et chiens : La revanche de Kitty Galore (2010) : Calico (voix)
  - Admission (2013) : Clarence
  - Un drôle de mariage (2016) : Albert

- Michael Douglas dans :
  - Ant-Man (2015) : Dr Henry « Hank » Pym
  - Ant-Man et la Guêpe (2018) : Dr Henry « Hank » Pym / l'ancien Ant-Man
  - Avengers : Phase finale (2019) : Dr Henry « Hank » Pym

- Jeremy Irons dans :
  - Batman v Superman : L'Aube de la justice (2016) : Alfred Pennyworth
  - La Ligue des Justiciers (2017) : Alfred Pennyworth
  - La saga Gucci (2021) : Rodolfo Gucci

- Eric Idle dans :
  - Monty Python : Sacré Graal ! (1975) : Robin / le collecteur de morts / un paysan chasseur de sorcières / un chevalier chanteur de Camelot / le garde du château des marais bavard / Concorde, l'écuyer de Lancelot / Roger le bosqueteur / Frère Meynard
  - 102 Dalmatiens (1996) : Ventraterre, le perroquet (voix)

- Allan Kolman dans :
  - Adorables Faussaires (1981) : Lincoln Simpson
  - Dans l'ombre (2011) : Chester

- Roger Wilson dans :
  - Chez Porky (1982) : Mickey
  - Porky 2: Le lendemain (1983) : Mickey

- Bruce Altman dans :
  - Glengarry (1992) : M. Spannel
  - Changement de voie (2002) : Terry Kaufman

- Jeremy Piven dans :
  - Célibataires (1992) : Doug Hughley
  - Film de peur 3 (2003) : Ross Giggins

- Will Smith dans :
  - Mauvais garçons (1995) : Inspecteur Mike Lowrey
  - Mauvais Garçons II (2003) : Inspecteur Mike Lowrey

- Matt Craven dans :
  - La Jurée (1996) : Boone
  - Tout ce qu'on peut apprendre d'une femme au premier regard (2000) : Walter

- Ken Leung dans :
  - Heure limite (1998) : Sang
  - Décadence (2004) : le détective Steven Sing

- Gregg Henry dans :
  - Le Règlement (1999) : Val Resnick
  - Incisions (2006) : Jack MacReady

- Josh Pais dans :
  - Les violons du cœur (1999) : Dennis Rausch
  - L'assassinat du président de l'école (2009) : le Père Newell

- Michael McKean dans :
  - Le clou du spectacle (2000) : Stefan Vanderhoof
  - De toute beauté (2000) : Lance DeSalvo

- Chris Barrie dans :
  - Lara Croft : Tomb Raider, le film (2001) : Hillary, le majordome
  - Lara Croft : Tomb Raider, le berceau de la vie (2003) : Hillary, le majordome

- Patrick Malahide dans :
  - La Mandoline du Capitaine Corelli (2001) : Colonel Barge
  - Mécaniques fatales (2018) : Magnus Crome

- Kevin Pollak dans :
  - Sur les traces du Père Noël 2 (2002) : Cupidon
  - Sur les traces du Père Noël 3 : La Clause Force Majeure (2006) : Cupidon

- Jon Polito dans :
  - Bienvenue à 29 Palms (2002) : l'agent de sécurité
  - Escouade Gangster (2013) : Jack Dragna

- Tzi Ma dans :
  - Un Américain bien tranquille (2002) : Hinh
  - Le mariage d'adieu (2019) : Haiyan Wang

- Tim Blake Nelson dans :
  - L'Autre Belle-Famille (2004) : l'officier LeFlore
  - Syriana (2005) : Danny Dalton

- Andy Anderson dans :
  - Anacondas : À la poursuite de l'orchidée de sang (2004) : John Livingston
  - La Maison de cire (2005) : Shérif

- Harry Lennix dans :
  - Ray (2004) : Joe Adams
  - Sortis de l'ombre (2007) : Robert Satterfield, Jr.

- Hugh Bonneville dans :
  - L'Agent fait ses classes (2005) : Félix Powers
  - L'Asile (2005) : Max Raphael

- Powers Boothe dans :
  - Une histoire de Sin City (2005) : le sénateur Roark
  - Sin City : J'ai tué pour elle (2014) : le sénateur Roark

- Cary-Hiroyuki Tagawa dans :
  - Geisha (2005) : le Baron
  - L'Homme aux poings de fer 2 (2015) : le maire / Lord Pi

- Ben Moor dans :
  - Casanova (2005) : Andolini
  - Quelques minutes après minuit (2016) : Monsieur Clark

- Kevin Spacey dans :
  - Le Frère Noël (2007) : Clyde Archibald Northcutt
  - Elvis & Nixon (2016) : Richard Nixon

- Michael O'Keefe dans :
  - Michael Clayton (2007) : Barry Grissom
  - La couleur de la liberté (2008) : Calvin Beckett

- Liam Cunningham dans :
  - La Momie : La Tombe de l'empereur Dragon (2008) : Mad Dog Maguire
  - Le Refuge (2012) : Alec Wade

- Anders Ahlbom Rosendahl dans :
  - Millénium 2 : La Fille qui rêvait d'un bidon d'essence et d'une allumette (2009) : Docteur Peter Teleborian
  - Millénium 3 : La Reine dans le palais des courants d'air (2009) : Docteur Peter Teleborian

- Xander Berkeley dans :
  - L'An Un (2009) : le roi
  - Kick-Ass (2010) : inspecteur Gigante

- Matt Frewer dans :
  - Les Gardiens (2009) : Edgar Jacobi / Moloch
  - 50/50 (2011) : Mitch

- Saul Rubinek dans :
  - Le Trotski (2010) : David Bronstein
  - Gridlocked (2015) : Marty

- Eddie Marsan dans :
  - Thorne: Peur de son ombre (2010) : Kevin Tughan
  - Trahisons (2016) : Heinrich Himmler

- Cheech Marin dans :
  - Macheté (2010) : le Père Del Toro
  - En guerre avec grand-papa (2020) : Danny

- Bob Gunton dans :
  - La Défense Lincoln (2011) : Cecil Dobbs
  - Invincible : Le Chemin de la rédemption (2018) : Major Zeigler

- Mark Rylance dans :
  - Blitz (2011) : Bruce Roberts
  - Player One (2018) : James Donovan Halliday / Anorak

- Anupam Kher dans :
  - L'échappée (2011) : Darvesh Singh
  - Hôtel Mumbai (2018) : chef Hemant Oberoi

- Christoph Waltz dans :
  - Petit format (2017) : Dušan Mirković
  - Alita : L'Ange conquérant (2019) : Dr Dyson Ido

- Bradley Whitford dans :
  - Le Post (2017) : Arthur Parsons
  - Phénix (2020) : William Griffin

- 1964 : Quatre garçons dans le vent : le réalisateur de la télévision
- 1985 : Anne… la maison aux pignons verts : M. Phillips (Paul Brown)
- 1988 : Trouble en double : Chuck (Daniel Gerroll)
- 1990 : Les Gremlins 2 : La Nouvelle Génération : M. Katsuji (Gedde Watanabe)
- 1990 : De quoi j'me mêle encore : Mikey (Bruce Willis) (voix)
- 1991 : JFK : Bill Newman (Vincent D'Onofrio)
- 1991 : New Jack City : Duh Duh Man (Bill Nunn)
- 1991 : Croc-Blanc : Castor-Gris (Pius Savage)
- 1992 : Le Retour de Batman : le clown maigre (Doug Jones)
- 1992 : Le Sang des innocents : Gilly (Rocco Sisto)
- 1992 : Sables mortels : Delmar Blackwater (Fredrick Lopez)
- 1992 : Un monsieur distingué : Thomas Jefferson Johnson (Eddie Murphy)
- 1992 : Kuffs : Peter Coca (Kim Robillard)
- 1993 : À Cœur perdu : Elliot Blitzer (Bronson Pinchot)
- 1993 : Duel au soleil : le shérif John Behan (Jon Tenney)
- 1993 : Robin des Bois : Héros en collants : Robin des Bois (Cary Elwes)
- 1993 : Rock'n Nonne 2 : De retour au couvent : Père Ignatius (Michael Jeter)
- 1993 : 100% américain : James (Jeffrey Joseph)
- 1993 : En plein vol : Snake (Jacob Vargas)
- 1993 : Les Veufs : David Mirkin (Judd Nelson)
- 1993 : Petit Champ : The Babe (Art LaFleur)
- 1994 : Clanches! : le propriétaire de la Jaguar (Glenn Plummer)
- 1994 : Créatures célestes : Herbert Rieper (Simon O'Connor (en))
- 1994 : Nous étions guerriers : Bully (Cliff Curtis)
- 1994 : Bagarre à la une : Wilson Chess (Dan Butler)
- 1994 : Les anges frappent et courent : David Montagne (Taylor Negron)
- 1994 : Prince noir : Lord George (Adrian Ross Magenty)
- 1994 : Ligue Majeure 2 : Isuro Tanaka (Takaaki Ishibashi)
- 1994 : Seulement Toi : Giovanni (Joaquim de Almeida)
- 1995 : 12 Singes : le lieutenant Halperin (Christopher Meloni)
- 1995 : Cœur vaillant : Prince Édouard (Peter Hanly)
- 1995 : Marée rouge : lieutenant Peter « Weps » Ince (Viggo Mortensen)
- 1995 : Tension : Hugh Benny (Henry Rollins)
- 1995 : Espèces : Dr Stephen Arden (Alfred Molina)
- 1995 : L'Amour fou : Richard Roberts (Jude Ciccolella)
- 1995 : Johnny Mnemonic : Ralphy (Udo Kier)
- 1995 : Les Girls de Las Vegas : Phil Newkirk (Greg Travis (en))
- 1995 : Par la peau des dents : Gene Watson (Johnny Depp)
- 1995 : Don Juan DeMarco : Dr Bill Dunsmore (Stephen Singer)
- 1995 : Mon ami Willy 2 : La Grande Aventure : l'assistant de Milner (Paul Tuerpe)
- 1995 : L'Invité : Vincent Montgomery (Kevin West)
- 1995 : Les Nouvelles Aventures de Tom et Huck : Maître d'école Dobbins (Heath Lamberts)
- 1996 : Le Roi de la quille : le propriétaire du Stiffy (Richard Tyson)
- 1996 : La Gâchette en tête : Lee Turner (Billy Idol)
- 1996 : Une folle équipée : Jerry (John Trench)
- 1996 : Président junior : Woods (Timothy Busfield)
- 1997 : Minuit dans le jardin du bien et du mal : George Tucker (Michael Rosenbaum)
- 1997 : Air Bagnards : Garland Greene dit « Le Boucher de Marietta » (Steve Buscemi)
- 1997 : Anaconda, le prédateur : Warren Westridge (Jonathan Hyde)
- 1997 : Les Guerriers de la vertu : Mantose (Lee Arenberg)
- 1998 : Mauvais œil : Walt McGahn (Mike Starr)
- 1998 : Petits Soldats : Irwin Wayfair (David Cross)
- 1998 : Ennemi de l'État : Jerry Miller (James LeGros)
- 1998 : Négociateur : Palermo (Michael Cudlitz)
- 1998 : Légionnaire : Guido (Daniel Caltagirone)
- 1998 : Casper et Wendy : Oracle (Pauly Shore)
- 1998 : Le Croupier : Giles Cremorne (Nick Reding)
- 1999 : Petit Stuart : Inspecteur Allen / voix de Lucky (Jim Doughan)
- 1999 : 8 Millimètres : Daniel Longdale (Anthony Heald)
- 1999 : Une bouteille à la mer : Charlie Toschi (Robbie Coltrane)
- 1999 : Face à la musique : Nick (Michael Des Barres)
- 1999 : La Maison de la colline hantée : Watson Pritchett (Chris Kattan)
- 1999 : Cannabis 101 : Caveech (Timothy Crowe)
- 2000 : Erin Brockovich, seule contre tous : Kurt Potter (Peter Coyote)
- 2000 : Trafic : Eduardo Ruiz (Miguel Ferrer)
- 2000 : Film de peur : le Principal Squiggman (David L. Lander)
- 2000 : New York en Automne : Dr Tom Grandy (J. K. Simmons)
- 2000 : Le Projet Blair 2 : Le livre des ténèbres : Stephen Ryan Parker (Stephen Barker Turner)
- 2000 : Les Aventures de Rocky et Bullwinkle : Cappy Von Trapment (Randy Quaid)
- 2000 : Appelle-moi : Joe Marks (Adam Arkin)
- 2001 : Jeux d'espionnage : Charles Harker (Stephen Dillane)
- 2001 : Zoolander : David Bowie (lui-même)
- 2001 : Osmosis Jones : Drix (David Hyde Pierce) (voix)
- 2001 : Espion malgré lui : Cheung, l'avocat (Alfred Cheung)
- 2001 : Harry Potter à l'école des sorciers : Quirinus Quirrell (Ian Hart)
- 2001 : Courrier du cœur : Ted (John de Lancie)
- 2001 : Session 9 : Phil (David Caruso)
- 2001 : Le Grand Coup de Max Keeble : Superintendent Bobby "Crazy Legs" Knebworth (Clifton Davis)
- 2002 : Infernal Affairs : Hon Sam (Eric Tsang)
- 2002 : Petit Stuart 2 : Faucon (James Woods) (voix)
- 2002 : Austin Powers contre l'homme au membre d'or : monsieur Roboto (Nobu Matsuhisa)
- 2002 : K-19 : Terreur sous la mer : Suslov (Ravil Isyanov)
- 2002 : Bollywood Hollywood : Rocky (Ranjit Chowdhry)
- 2002 : Chasseurs de primes : Julian Ramose (Roger Guenveur Smith)
- 2002 : Romance à Manhattan : John Bextrum (Chris Eigeman)
- 2002 : Scooby-Doo : Scrappy-Doo (Scott Innes) (voix)
- 2002 : Pinocchio : le grillon (Peppe Barra)
- 2002 : Croisière en folie : Tom (Ken Hudson Campbell)
- 2002 : Les Country Bears : Don Henley (lui-même)
- 2003 : Viens voir papa ! : Duncan Mack (William Atherton)
- 2003 : Un vendredi dingue, dingue, dingue : Evan (Willie Garson)
- 2003 : Les Grandes Retrouvailles : Alan Barrows (Christopher Guest)
- 2004 : Troie : Glaucos (James Cosmo)
- 2004 : Le Roi Arthur : Horton (Pat Kinevane)
- 2004 : Starsky et Hutch : Kevin (Jason Bateman)
- 2004 : Bienvenue à Mooseport : Avery Hightower (Edward Herrmann)
- 2004 : Drôles de blondes : Warren Vandergeld (John Heard)
- 2004 : Au tournant de la vie : Albert (Gerry Bamman)
- 2005 : Charlie et la Chocolaterie : Norman Teavee (Adam Godley)
- 2005 : Le fils du Masque : Daniel Moss (Steven Wright)
- 2005 : L'Artisan : Parks (Todd Jensen)
- 2005 : Le Rêveur: Inspiré d'une histoire vraie : Doc Fleming (Holmes Osborne)
- 2005 : Miss Personnalité 2 : Armée et Fabuleuse : Walter Collins (Treat Williams)
- 2005 : Le Grand Blanc : Jimbo (W. Earl Brown)
- 2005 : Lassie : Buckles (Nicholas Lyndhurst)
- 2006 : Basic Instinct 2 : détective Roy Washburn (David Thewlis)
- 2006 : United Vol 93 : Tom Burnett (Christian Clemenson)
- 2006 : Tomber... Pile : Brice Graham (Jon Gries)
- 2006 : Hollywoodland : Chester Sinclair (Larry Cedar)
- 2006 : Pénélope : Edward Vanderman Jr. (Nigel Havers)
- 2006 : La Fraude : Ralph Graves (Zeljko Ivanek)
- 2006 : Huit en dessous : Docteur Andy Harrison (Gerard Plunkett)
- 2006 : L'employé du mois : Russell (Harland Williams)
- 2006 : Petit Homme : Monsieur W (Chazz Palminteri)
- 2007 : Pirates des Caraïbes : Jusqu'au bout du monde : Sao Feng (Chow Yun-fat)
- 2007 : Spider-Man 3 : George Stacy (James Cromwell)
- 2007 : Fracture : Joe Lobruto (David Strathairn)
- 2007 : Gangster américain : Joey Sadano (Ritchie Coster)
- 2007 : Pour le meilleur et pour le pire : Harry Allen (Chris Cooper)
- 2007 : Le Chien de la caserne : Corbin Sellars (Matt Cooke)
- 2008 : Les Chroniques de Narnia : Le Prince Caspian : le Nain Nikabrik (Warwick Davis)
- 2008 : Australie : le sergent Callahan (Tony Barry)
- 2008 : Introuvable : David Williams (Christopher Cousins)
- 2008 : Film de super-héros : docteur Hawking (Robert Joy)
- 2008 : Le Gourou de l’amour : Trent Lueders (Jim Gaffigan)
- 2008 : Vol de banque : Nick Barton (Craig Fairbrass)
- 2008 : La Bunny du campus : Dean Simmons (Christopher McDonald)
- 2008 : Monsieur Oui : Norman (Rhys Darby)
- 2008 : De passage : Jacob (Richard Kind)
- 2008 : La Duchesse : Charles Fox (Simon McBurney)
- 2008 : Harold et Kumar s'évadent de Guantanamo : Dr Beecher (Roger Bart)
- 2008 : Adoration : Nick (Thomas Hauff)
- 2008 : News Movie : Kenneth Garber (Richard Fancy (en))
- 2008 : Mamma Mia! le film : père Alex (Niall Buggy)
- 2008 : Trailer Park of Terror : Marv (Lew Temple)
- 2009 : Pelham 123 - L'ultime station : Sterman (Frank Wood)
- 2009 : Les deux font la père : Yoshiro Nishamura (Saburo Shimono)
- 2009 : Un homme sérieux : Rabbi Nachter (George Wyner)
- 2009 : Anges et Démons : Claudio Vincenzi (David Pasquesi)
- 2009 : Un honnête citoyen : Warden Iger (Gregory Itzin)
- 2009 : Le tournoi de la mort : Pete Evans (Bill Fellows)
- 2009 : L'Éveil d'un champion : Principal Sandstorm (Andy Stahl)
- 2009 : Ninja Assassin : Aleksei Sabatin (Wladimir Tarasjanz)
- 2009 : Il était une fois John : George Smith (David Threlfall)
- 2009 : Sous haute protection : Tory Harris (Eb Lottimer)
- 2009 : Phantom, le masque de l'ombre : Dr Deepak Babour (Ivan Smith)
- 2009 : New in Town : Donald Arling (Robert Small)
- 2009 : L'Invention du mensonge : Anthony (Jeffrey Tambor)
- 2010 : Les Renforts : Bob Littleford (Michael Delaney)
- 2010 : Le Discours du roi : Stanley Baldwin (Anthony Andrews)
- 2010 : Comment savoir : le psychiatre (Tony Shalhoub)
- 2010 : Six : Zach Emmett (Karl Pruner)
- 2010 : 13 Assassins : Sahara Heizo (Arata Furuta)
- 2011 : Green Lantern : Abin Sur (Temuera Morrison)
- 2011 : Gants d'acier : Marvin (James Rebhorn)
- 2011 : Millénium : Les Hommes qui n'aimaient pas les femmes : Dirch Frode (Steven Berkoff)
- 2011 : Hop : le père de Robbie (Hugh Laurie) (voix)
- 2011 : Sans abri, sans merci : The Drake (Brian Downey)
- 2011 : Tueur d'élite : Colonel Fritz (Bille Brown)
- 2011 : N'aie pas peur du noir : Blackwood (Garry McDonald)
- 2011 : La Doublure du diable : le père de Latif (Nasser Memarzia)
- 2011 : Moneyball: L'art de gagner : Mark Shapiro (Reed Diamond)
- 2012 : Les Tobby chasseurs de trésor : Thomas Howard (Richard Riehle)
- 2012 : Django déchaîné : Spencer Gordon « Big Daddy » Bennet (Don Johnson)
- 2012 : Course express : Tito (Anthony Chisholm)
- 2012 : Le Quatuor : Reggie Paget (Tom Courtenay)
- 2012 : Les Trois Stooges : Sœur Mary-Mengele (Larry David)
- 2012 : Ted : Frank (Bill Smitrovich)
- 2012 : Sortie fatale 5 : Maynard Odets (Doug Bradley)
- 2013 : Oculus : le Dr Graham (Miguel Sandoval)
- 2013 : Sauvons M. Banks : Diarmuid Russell (Ronan Vibert)
- 2013 : Les Schtroumpfs 2 : Victor Doyle (Brendan Gleeson)
- 2014 : Moi, Frankenstein : Carl Avery (Nicholas Bell)
- 2014 : Les Apparences : Rand Elliott (David Clennon)
- 2014 : 22 Jump Street : « le Fantôme » (Peter Stormare)
- 2015 : Kingsman : Services secrets : le tailleur de Kingsman (Andrew Bridgmont (en))
- 2015 : Cendrillon : le Grand Duc (Stellan Skarsgård)
- 2015 : La Veille : le narrateur / le Père Noël (Tracy Morgan)
- 2016 : Les Dieux d'Égypte : Bek âgé / le narrateur (Lindsay Farris (en)) (voix)
- 2016 : Le Lieu secret : Elden (David Jensen)
- 2016 : Silence : Inoue (Issei Ogata)
- 2016 : Rogue One : Une histoire de Star Wars : général Draven (Alistair Petrie)
- 2016 : Miss Peregrine et les Enfants particuliers : Abraham « Abe » Portman (Terence Stamp)
- 2016 : Crise à Deepwater Horizon : Stephen Ray Curtis (Jason Pine)
- 2016 : Déni : Sir Charles Gray (Alex Jennings)
- 2017 : Star Wars, épisode VIII : Les Derniers Jedi : Yoda (Frank Oz) (voix)
- 2017 : La Guerre de la planète des singes : Méchant singe (Steve Zahn)
- 2017 : Kong: Skull Island : Sénateur Al Willis (Richard Jenkins)
- 2018 : Mégalodon : Dr Heller (Robert Taylor)
- 2018 : Robin des Bois : le cardinal (F. Murray Abraham)
- 2018 : L'Histoire de Jean-Christophe : Maître Hibou (Toby Jones) (voix)
- 2018 : Opération infiltration : Jerome Turner (Harry Belafonte)
- 2018 : Carnage chez les Joyeux Touffus : Ronovan Scargle (Michael McDonald (en))
- 2019 : Dumbo : Pramesh Singh (Roshan Seth)
- 2019 : Cimetière Vivant : Jud Crandall (John Lithgow)
- 2019 : Maléfique : Maîtresse du mal : le roi John d'Ulsted (Robert Lindsay)
- 2019 : La Malédiction de La Llorona : Père Perez (Tony Amendola)
- 2019 : Eaux troubles : Phil Donnelly (Victor Garber)
- 2019 : L'informateur : Ryszard Klimek (Eugene Lipinski)
- 2019 : Hérésie : Joseph Cassidy (Mick Jagger)
- 2020 : Mon année Salinger : J. D. Salinger (Tim Post)
- 2021 : La Furie d'un homme : Mike (Darrell D'Silva)
- 2021 : Piège de glace : George Sickle (Matt McCoy (en))
- 2021 : Halloween Tue : Leigh Brackett (Charles Cyphers)
- 2021 : Compétition officielle : Iván Torres (Oscar Martínez)
- 2022 : Sonic le hérisson 2 (2022) : le général Walters (Tom Butler)
- 2022 : Treize Vies : Vernon Unsworth (Lewis Fitz-Gerald)

#### Films d'animation
- 1987 : Le Pacha à Beverly Hills : James le Chauffeur
- 1989 : Babar, le film : Pompadour
- 1991 : Homère le roi des cabots : Cal
- 1992 : Aladdin : Prince Achmed
- 1994 : Le Cygne et la Princesse : Chi-Pepe
- 1997 : Hercule : Apollon
- 1997 : La grande aventure de Winnie : À la recherche de Jean-Christophe : Maître Hibou
- 1997 : Mighty Ducks, le film : Frank Huddy
- 1997 : Les Chats ne dansent pas : Flanigan
- 1998 : Le Roi lion 2 : La Fierté de Simba : Rafiki
- 1998 : La Nuit des Mille Miettes : le Seigneur des souris
- 1999 : South Park : Plus grand, plus long et sans coupure : Terrance
- 1999 : Winnie l'ourson : Les Saisons du cœur : Maître Hibou
- 2000 : Un empereur nouveau genre : le garde transformé en vache
- 2000 : Le film de Tigrou : Maître Hibou
- 2001 : Monstres, Inc. : Jerry
- 2002 : Retour au Pays imaginaire : M. Mouche / Pirates
- 2002 : Cendrillon 2 : La Magie des rêves : le Grand-duc
- 2004 : La Ferme de la prairie : Alameda Slim
- 2004 : Winnie l'ourson : Un Valentin pour toi ! : Maître Hibou
- 2005 : La Mariée cadavérique : William Van Dort
- 2006 : Les Bagnoles : Red
- 2006 : La Vie sauvage : Cloak
- 2006 : Georges le petit curieux : Steve-o le Manager
- 2006 : Les Rebelles de la forêt : Gordy
- 2007 : Bienvenue chez les Robinson : M. Peter Willerstein
- 2007 : Cendrillon 3 : Les Hasards du temps : le Grand-duc
- 2007 : Ratatouille : Django
- 2008 : Monstres contre Extraterrestres : le Président Hathaway
- 2008 : Star Wars : La Guerre des clones : Yoda
- 2008 : Le Conte de Despereaux : Boldo
- 2008 : Delgo : Spig
- 2009 : La Princesse et la Grenouille : Harvey Fenner
- 2009 : Un conte de Noël : Bob Cratchit / Marley / Tiny Tim
- 2010 : Détestable moi : Dr Nefario
- 2010 : Alpha et Oméga : Tony
- 2011 : Winnie l'ourson : Maître Hibou
- 2011 : Gnoméo et Juliette : William Shakespeare
- 2011 : Mission Noël : le grand-père Noël
- 2012 : Les Pirates! Bande de nuls : l'amiral Collingwood
- 2012 : ParaNorman : le juge Hopkins
- 2012 : Zambezia : Cecil
- 2013 : Détestable moi 2 : Dr Nefario
- 2013 : La Reine des neiges : le duc de Weselton
- 2013 : Alpha et Oméga 2 : une nouvelle aventure : Tony
- 2013 : Histoire de jouets : Angoisse au motel : Gérant Ron
- 2014 : Les Avions : Les Pompiers du ciel : Cabbie
- 2014 : Trolls en boîte : Archibald Chasseur
- 2016 : Comme des bêtes : Reginald
- 2016 : Chantez ! : grand-père de Meena
- 2017 : Les Bagnoles 3 : Smokey
- 2018 : Elliot, le plus petit des rennes : Lemondrop
- 2019 : Dragons : Le Monde caché : Grimmel
- 2019 : La Reine des neiges 2 : le duc de Weselton
- 2019 : Le Film Lego 2 : Larry le Barista
- 2019 : Le Parc des merveilles : Boomer

### Télévision

#### Téléfilms
- Perry King dans :
  - Un étranger parmi nous (2004) : Greg Norris
  - Complot meurtrier (2007) : Jason

- Francis X. McCarthy dans :
  - Mauvaises intentions (2004) : Chasen Boggs
  - Hors de contrôle (2009) : Mike Cutler

- Gerard Plunkett dans :
  - Enquêtes gourmandes: meurtre au menu (2015) : Raymond
  - Coup de foudre à la première danse (2018) : Howard

- 1999 : Bonanno : L'Histoire d'un parrain : Frank Costello (?)
- 1999 : L'ascenseur du temps : Frank Shawson (Timothy Busfield)
- 1999 : Un Conte de Noël : Bob Cratchit (Richard E. Grant)
- 2002 : Le Long combat de Jane Doe : Détective James Barry (Matt Cooke)
- 2004 : Saving Emily : Kurt (Michael Riley)
- 2007 : Confiance aveugle : Lieutenant Nunzio (Tony Calabretta)
- 2016 : Le noël catastrophique de Hank Zipzer : M. Rock (Henry Winkler)
- 2021 : Romance et pierres précieuses : John Sawyer (Jim Mezon)

#### Séries télévisées
- Colm Feore dans :
  - Les Borgia (2011-2013) : Giuliano della Rovere
  - 21 Thunder : l'équipe du tonnerre (2017) : Declan Gallard

- 1982-1985 : Vivre à trois : Jack Tripper (John Ritter)
- 1996-1998 : Chair de poule : ?
- 1996-1998 : Sirènes : Lt. Lyle Springer (J. H. Wyman)
- 1998-2002 : Les Télétubbies : le narrateur (Tim Whitnall)
- 2000-2004 : Psi Factor, chroniques de l'étrange : Michael Kelly (Michael Moriarty)
- 2001 : Destination : Lune : James McDivitt (Conor O'Farrell)
- 2001-2006 : Coroner Da Vinci : Coroner-en-Chef Bob Kelly (Gerard Plunkett)
- 2002-2003 : Totalement jumelles : Manuelo Del Valle (Taylor Negron)
- 2007-2008 : Intelligence : Martin Kiniski (Eugene Lipinski)
- 2010 : Thorne: Dernier battement de cil : Kevin Tughan (Eddie Marsan)
- 2011 : Les Kennedy : Lyndon B. Johnson (Don Allison)
- 2011 : Blackstone : Cecil Delaronde (Gordon Tootoosis)
- 2012 : Les Piliers de la Terre : Cuthbert (John Pielmeier)
- 2013-2017 : Le Château de cartes : Frank Underwood (Kevin Spacey)
- 2014-2015 : Hemlock Grove : Dr Arnold Spivak (J. C. MacKenzie)
- 2014-2016 : Hank Zipzer : M. Rock (Henry Winkler)
- 2015 : Toutankhamon : L'Enfant roi : Aÿ (Ben Kingsley)
- 2015-2017 : Solitaire : Marty Stein (Richard Schiff)
- 2017 : La Disparition : Henry Sullivan (Peter Coyote)
- 2018 : Les Foster : M. Nesbit (Michael Fairman)
- 2020 : Ensemble debout : Juge Edward Clarke (Alex Jennings)
- 2021 : Le Livre de Boba Fett : le majordome de Mok Shaiz (David Pasquesi)

#### Séries télévisées d'animation
- 1987-1988 : Le Magicien d'Oz : l'épouvantail
- 1989-1994 : Garfield et ses amis : Jon Arbalète
- 1995-1996 : Mégabogues : Cécil / M. Micro / Cyrus
- 2000 : Belphégor : Jacques
- 2000-2002 : Eckhart : Jean-Jacques, le Maître des souris
- 2001 : Bamboubabulle : Roc
- 2007-2008 : Bakugan Battle Brawlers : Dr Michael / Hal-G
- 2009-2014 : Star Wars : La Guerre des clones : Yoda
- 2016-2019 : Supernoobs : Général Blorgon